# Doreen Montgomery
Pour les articles homonymes, voir Montgomery.
Doreen Montgomery est une scénariste britannique née en 1916 et décédée en 1992.

## Filmographie
- 1938 : Meet Mr. Penny
- 1938 : Lassie from Lancashire
- 1938 : Mr. Reeder in Room 13
- 1939 : Dead Men Tell No Tales
- 1940 : Poison Pen
- 1940 : At the Villa Rose
- 1940 : The Second Mr. Bush
- 1940 : Just William
- 1940 : Bulldog Sees It Through
- 1940 : The Flying Squad
- 1940 : Castle of Crimes
- 1943 : L'Homme en gris (The Man in Grey)
- 1944 : L'Homme fatal (Fanny by Gaslight)
- 1944 : Victory Wedding
- 1944 : Love Story
- 1946 : This Man Is Mine
- 1947 : While I Live
- 1950 : Shadow of the Eagle
- 1953 : The Triangle
- 1953 : The Genie
- 1954 : A Time to Kill
- 1954 : One Jump Ahead
- 1954 : Destination Milan
- 1954 : Scarlet Web
- 1954 : Le Démon de la danse (Dance Little Lady) de Val Guest
- 1956 : You Can't Escape (en) de Wilfred Eades
- 1956 : The Narrowing Circle
- 1958 : Murder Reported